# Kurt Gerstein

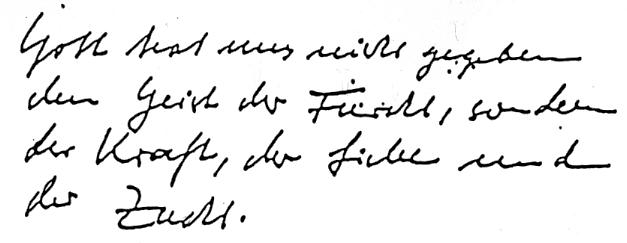
Exempel på Kurt Gersteins handstil

Kurt Gerstein, född den 11 augusti 1905 i Münster, död den 25 juli 1945 i militärfängelset Cherche-Midi, Paris, var en tysk ingenjör och SS-Obersturmführer. Gerstein är känd för att ha författat den så kallade Gersteinrapporten, som bland annat innehåller hans observationer av gasningar sommaren 1942 i förintelselägren Bełżec och Treblinka, belägna i Generalguvernementet.

## Biografi
År 1925 blev Gerstein student vid universitet i Marburg. Senare studerade han vid universiteten i Aachen och Berlin och avlade bergsexamen år 1931. Under studenttiden var Gerstein aktiv inom flera kristna student- och ungdomsrörelser, bland annat Deutsche Christliche Studentenvereinigung (DCSV) och Christlicher Verein Junger Menschen. 
Den 1 maj 1933 inträdde Gerstein tillsammans med sin far och fyra bröder i NSDAP. De appellerades av nazisternas extrema nationalism. Hans kristna tro kom dock i konflikt med de nazistiska idealen. Gerstein fortsatte då sitt aktiva kristna liv med att bli medlem av Bekännelsekyrkan, som sökte att motverka de regimtrogna Deutsche Christen. Genom skrifter och föreläsningar protesterade Gerstein mot den nazistiska regimen och spred även information om Bekännelsekyrkan. I september 1936 greps Gerstein av Gestapo och sattes i skyddshäkte. Han förhördes ingående om sina aktiviteter; han släpptes påföljande månad och uteslöts ur NSDAP för statsfientlig verksamhet. Detta ledde till att han förlorade sin statliga anställning.
I februari 1937 skrev Gerstein in sig som medicinstudent vid universitetet i Tübingen, men han kom främst att bevista föreläsningar och seminarier i teologi. Samma år gifte han sig med Elfriede Bensch; paret fick tre barn: Arnold, Adelheid och Olaf.
I början av år 1941 avled Gersteins svägerska Bertha Ebeling på Hadamars psykiatriska sjukhus under oklara omständigheter. Gerstein bestämde sig då för att ta reda på hur hon hade dött och begärde inträde i SS. Gerstein, som var medlem av Waffen-SS:s hygieninstitut, bevittnade sommaren 1942 avrättningar i gaskamrarna i förintelselägren Bełżec och Treblinka då det skedde massgasningar av judar.
Han berättade vad han sett för den svenske legationssekreteraren Göran von Otter under en tågresa till Berlin 22–23 augusti 1942. Vintern 1942/1943 förmedlade von Otter vittnesskildringen muntligt till det svenska utrikesdepartementet:81-85 dock utan att någon skriftlig rapport upprättades. Inför de planerade krigsförbrytarprocesserna i Tyskland avgav von Otter en skriftlig redogörelse den 23 juli 1945 som vidarebefordrades till Foreign office den 13 augusti 1945.
Gersteins förmedlade via en rad kontakter sina vittnesmål till påven, de allierade eller opinionen utomlands, bland annat via en vän i de nederländska motståndsrörelsen.
Efter andra världskrigets slut arresterades Gerstein av franska trupper, misstänkt för krigsförbrytelser. Han bestämde sig då för att skriftligen redogöra för sina observationer i förintelselägren. Efter att ha sammanställt den så kallade Gersteinrapporten påträffades Gerstein hängd i sin cell i militärfängelset Cherche-Midi i Paris. Fängelseläkaren bedömde dödsfallet som självmord, men anklagelser om mord fördes fram.
År 1965 rentvåddes Gerstein officiellt från alla anklagelser.

## Filmatiseringar

### Den slutgiltiga lösningen
I filmen Amen från år 2002 gestaltas Kurt Gerstein av skådespelaren Ulrich Tukur. Huruvida hans inblandning i framställandet av Zyklon B stämmer överens med verkligheten eller är filmfiktion saknar egentligen betydelse. Fritz Haber var i verkligheten uppfinnaren av Zyklon B och det var även han som drev på Tysklands användande och utvecklande av stridsgas under första världskriget. 
Filmen belyser den vånda och frustration som måste ha drabbat de tyskar som under nazitiden försökte motverka den krigsmaskin som till en början verkade vara ostoppbar.
Filmen skildrar flera möten med Göran von Otter (i filmen spelad av Justus von Dohnányi) vilken Gerstein vill upplysa om judeutrotningen och föra informationen vidare till den svenska regeringen och till USA. Som påvens kontakt agerar en jesuitpater vid namn Riccardo Fontana (i filmen spelad av Mathieu Kassovitz) son till greve Fontana, en man som står nära påven. Filmen visar även Gersteins kamp med att få amerikaner, kardinaler och påven att inse att det avrättas 10 000 judar per dag i SS:s regi.

### En svensk tiger
I filmen En Svensk Tiger från 2018 skildras mötet mellan Göran von Otter och Kurt Gerstein natten mellan den 22 och 23 augusti 1942 berättat av deras barn Birgitta von Otter samt Adelheid von Platen. Filmen problematiserar den långa tid det tog innan informationen från Gerstein vidarebefordrades till svenska myndigheter.